# Польсько-турецькі відносини

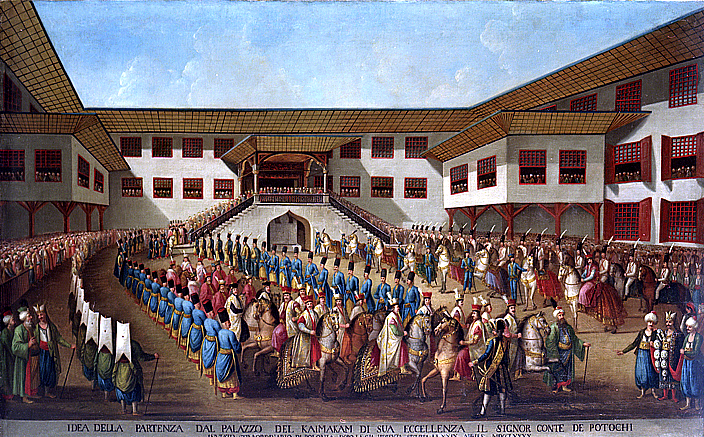
Процесія Пйотра Потоцького — останнього посла Польсько-Литовської співдружності в Стамбулі, 1790

По́льсько-туре́цькі відно́сини — двосторонні міжнародні відносини між Польщею та Туреччиною. У Польщі є посольство в Анкарі та генеральне консульство в Стамбулі. У Туреччини є посольство у Варшава. Обидві країни є членами НАТО та Середземноморського союзу.
Польсько-турецько відносини історично були міцними, вперше їх було встановлено в XV столітті.. Османська імперія була єдиною великою країною світу, що не визнавала Поділи Речі Посполитої. У XIX столітті багато польських ветеранів Листопадового та Січневого повстань, а також Кримської війни прибули до Туреччини. Багато польських офіцерів, як то Михайло Чайковський, служили в армії Османської імперії. Польський генерал Маріан Лангевич провів останні роки свого життя в Туреччині, воював в османській армії, помер у Стамбулі, де його поховано на кладовищі Хайдарпаша. Польський національний поет Адам Міцкевич провів останні місяці свого життя в Стамбулі й помер там. Будинок, у якому він жив перетворено на його музей.
У Туреччині також є польське село, Полонезкьой (Адампол). Воно розташоване на анатолійському боці Стамбула, започатковане 1842 року польськими ветеранами Листопадового повстання. У XIX та XX століття прибували нові поселенці. Станом на 2009 рік в селі досі існує польська меншина.
До числа відомих турків з частковим польським корінням входять драматург Назим Хікмет та оперна співачка сопрано Лейла Генджер.